# Luigi Ferrari (militare)
Luigi Candido Grazioso Ferrari (Castelnuovo Magra, 3 ottobre 1826 – Castelnuovo Magra, 22 ottobre 1895) è stato un militare e politico italiano, pluridecorato appartenente all'Armata Sarda e poi al Regio Esercito, è divenuto celebre per aver ferito Giuseppe Garibaldi sull'Aspromonte. Già decorato con due Medaglie d'argento e una bronzo al valor militare, per il fatto d'armi sull'Aspromonte fu decorato con la Medaglia d'oro al valor militare.

## Biografia
Nacque a Castelnuovo Magra il 3 ottobre 1826, figlio di Bartolomeo e Letizia Fazzi, si arruolò volontario nel corpo dei bersaglieri nel 1845, partecipando come caporale alla prima guerra d'indipendenza italiana, nella quale fu promosso al grado di sergente. Si distinse nel combattimento di Goito e successivamente nella sfortunata giornata di Novara Nella seconda guerra d'indipendenza, aggregato al 5º battaglione bersaglieri, fu insignito della Medaglia d'argento al valor militare per il valore dimostrato nella battaglia di San Martino del 24 giugno 1859.
Si distinse nell'assedio di Ancona del 1860, nel quale riuscì ad aprire le porte della città, ottenendo una seconda Medaglia d'argento al valor militare. Nel prosieguo della campagna fu promosso tenente e decorato con la Medaglia di bronzo al valor militare per essersi distinto durante l'assedio di Gaeta e posto a comandare una compagnia del 6º battaglione.

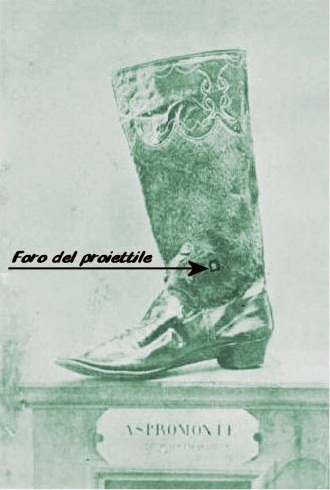
Foro d'entrata della pallottola sparata da Luigi Ferrari nello stivale di Giuseppe Garibaldi.

Nell'agosto del 1862 la sua compagnia venne aggregata al contingente comandato dal colonnello Emilio Pallavicini di Priolo, inviato a fermare la marcia di Giuseppe Garibaldi alla volta di Roma.
Dopo aver intercettati i garibaldini nei pressi del comune di Sant'Eufemia d'Aspromonte, le due formazioni si fronteggiarono scambiandosi alcuni colpi di fucile, prima della "soluzione pacifica" ordinata dallo stesso Garibaldi.
Un colpo di fucile da lui sparato raggiunse Garibaldi al malleolo e, pochi secondi dopo, il tenente dei bersaglieri subì un colpo dallo schieramento avverso che gli causò un'identica ferita, per la quale subì poi l'amputazione del piede.
Insignito di Medaglia d'oro al valor militare il 30 settembre 1862 e congedato, tornò a risiedere nel paese natio, dove fu nominato sindaco e circondato dalla considerazione dovuta a un pluridecorato. Almeno fino a quando non si venne a sapere la reale motivazione di quell'ultima medaglia, imprudentemente diffusa da un ex commilitone. Da quel momento divenne bersaglio di improperi e insulti di patrioti, repubblicani e socialisti residenti nella zona tanto da doversi trasferire a La Spezia. Qualche tempo rientrò definitivamente a Castelnuovo Magra, ricoprendo ancora l'incarico di sindaco fino a che si spense il 22 ottobre 1895.
La sua storia è stata raccontata dai discendenti Marco Ferrari e Arrigo Petacco nel libro Ho sparato a Garibaldi. La storia inedita di Luigi Ferrari, il feritore dell'Eroe dei due Mondi.

### Annotazioni
1. ↑  La coppia ebbe sette figli, Maria Anna, Luigi Candido, Natalina Livia, Giuseppe, Maria Maddalena, Carlo e Antonia.
2. ↑  La prima motivazione della medaglia recitava: Adempì all'amaro compito di comunque fermare il generale Garibaldi in marcia verso Roma. Aspromonte, 29 agosto 1862. Tale motivazione fu cambiata dietro sua esplicita richiesta al Ministero della guerra dal tenente Luciano Della Torre.
3. ↑  Secondo alcune fonti si trattava di un coetaneo di Ferrari, un certo Giuseppe Tognoni, anch'egli ex bersagliere rimasto invalido sull'Aspromonte, ma senza aver ottenuto alcuna ricompensa.

### Fonti
1. 1 2  Ferrari, Petacco 2016, p. 3.
2. ↑  Ferrari, Petacco 2016, p. 45.
3. ↑  Ferrari, Petacco 2016, p. 54.
4. ↑  Ferrari, Petacco 2016, p. 69.
5. ↑  Ferrari, Petacco 2016, p. 72.
6. ↑  Ferrari, Petacco 2016, p. 75.
7. ↑  Ferrari, Petacco 2016, p. 77.
8. ↑  Ferrari, Petacco 2016, p. 95.
9. 1 2 3 4  Marizza 2012, p. 8.
10. ↑  Ferrari, Petacco 2016, p. 105.
11. ↑  Ferrari, Petacco 2016, p. 116.
12. ↑  Ferrari, Petacco 2016, p. 124.
13. ↑  Dario Fertilio, La vera storia di Luigi Ferrari, il bersagliere che ferì Garibaldi a una gamba, Corriere della Sera, 9 febbraio 2000
14. ↑  Ferrari, Petacco 2016, p. 147.
15. ↑  Ferrari, Petacco 2016, p. 183.